# Fällfors
Fällfors is een plaats in de gemeente Skellefteå in het landschap Västerbotten en de provincie Västerbottens län in Zweden. De plaats heeft 158 inwoners (2005) en een oppervlakte van 33 hectare. De rivier de Byskeälven stroomt langs de plaats.
Net buiten de plaats ligt een voormalig vliegveld wat in de jaren 70 en 80 van de 20ste eeuw werd gebruikt door de Zweedse luchtmacht. Tegenwoordig worden hier gemotoriseerde voertuigen getest en worden er soms motorwedstrijden gehouden.

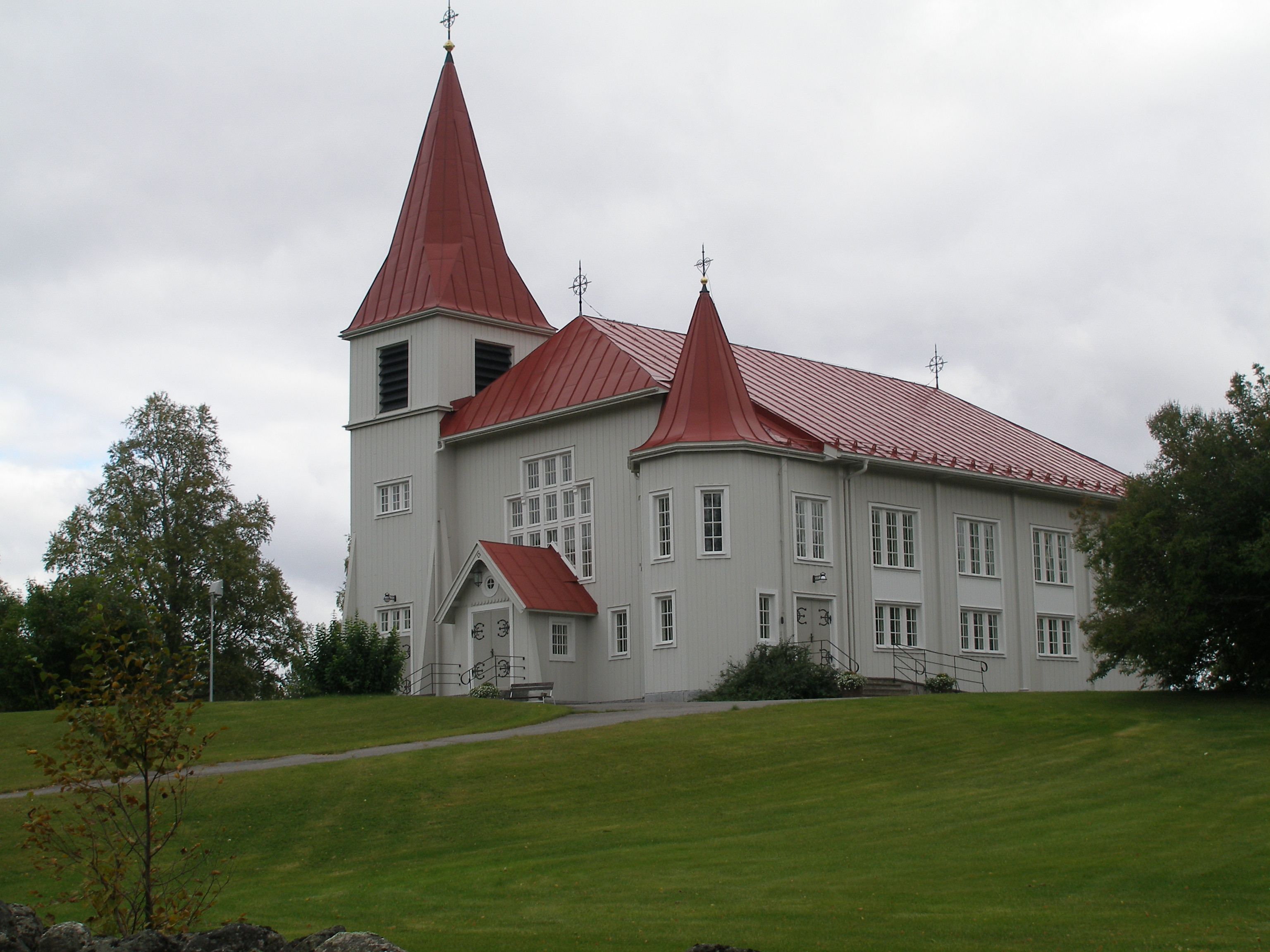
Kerk